# جيل (مغني)
جيل (هانغل: 길) هو منتج أسطوانات وصاحب مطعم ومغني وكاتب أغاني كوري جنوبي، ولد في 24 ديسمبر 1977 في سول في كوريا الجنوبية.

## وصلات خارجية
- الموقع الرسمي
- جيل على موقع ميوزك برينز (الإنجليزية)